# 事件記者 浦上伸介
『事件記者 浦上伸介』（じけんきしゃ うらがみしんすけ）は、2001年から2008年までテレビ東京・BSジャパン共同制作で放送されたテレビドラマシリーズ。全6回。主演は高嶋政伸。なおタイトルは、第1作では『浦上伸介事件ファイル』、第2作では『女難記者・浦上伸介 特ダネ事件ファイル』、第3作以降は『事件記者 浦上伸介』と変わっている。
放送枠は「女と愛とミステリー」（第1作 - 第3作）、「水曜ミステリー9（第1期）」（第4作 - 第6作）。
フリーのルポライターが、推理ではなく地道な取材で事件を解明していく。

## キャスト

### 「週刊広場」編集部
浦上伸介
演 - 高嶋政伸
ルポライター、記者。
前野美保
演 - 雛形あきこ（第1作 - 第3作）
カメラマン。
淡島みどり
演 - 伊藤かずえ（第4作）
ライター兼カメラマン。
結城麻衣
演 - 黒坂真美（第5作・第6作）
文芸部から異動してきた見習い記者。
谷田実憲
演 - 渡辺いっけい（第1作 - 第3作）
先輩記者、第3作では編集長代理を務める。
尾鷲光久
演 - 佐野史郎（第4作）
編集長。
細波勲
演 - 蟹江敬三（第1作 - 第3作・第5作・第6作）
元編集長。第3作で盛岡支局長に栄転し、第5作からは嘱託勤務になる。

### その他
音奴
演 - 星遙子（第1作・第2作）
地元の芸者。

### ゲスト
第1作「みちのく角館殺人事件」（2001年）
- 堀内辰男（美奈子の兄・秋田第一運送 社員） - 大沢樹生
- 小此木宏（美奈子の元恋人・商社マン） - 神保悟志
- 小此木裕子（小此木の妻） - 水島かおり
- 山口健一（美奈子の元恋人・フリーター） - 池内万作
- 根岸（角館西警察署 刑事） - 伊藤克信
- 西田（秋田第一運送 社員） - 田中哲司
- 堀内美奈子（OL・3年前に行方不明） - 稲田奈緒
- ブティック店員 - 後藤祐里
- ホテル支配人 - 山口剛
- ベルガール - 佐々木梓
- 滝川（角館西警察署 主任刑事） - 金田賢一
- 沢渡（東京都観察医務院 医学博士） - 河原崎建三
- 大石夏（裕子の母） - 赤座美代子

第2作「長崎異人館の死線」（2002年）
- 山崎希代美（和幸の妹） - 菊池麻衣子
- 五代悟志（希代美の婚約者） - 大浦龍宇一
- 山崎和幸（輸入雑貨店経営者） - 清水昭博
- 美津（スナック「美津」ママ） - 井上彩名
- 堀岡隆史（伊田製作所 社員） - 松永博史
- 梶浦弘三（野元運送 運転手） - 増田由紀夫
- 金杉哲也（スナック「美津」オーナー） - 日比野玲
- 西田（親和銀行 支店長） - 伊藤正之
- 山崎奈津子（和幸と希代美の母） - 草村礼子
- 山崎雅雄（和幸と希代美の父） - 新克利
- 深沢敦、杉村暁、梅津直美、田口主将、夏川加奈子、飯塚俊太郎、相川やすし、桑原辰旺、村本准也、岡本竜汰、長塚道太、小出華津、森山左記子、杉作J太郎、岡林桂子、柊紅子、出口正義

第3作「東北線殺人事件」（2004年）
- 大出正美（晴江の母） - 水野久美
- 桑名音（浩二の母） - 中原ひとみ
- 牧田（岩手県警 刑事） - 鈴木ヒロミツ
- 森博久（九条物産 専務） - 五代高之
- 桑名晴江（遠野市在住の主婦・民話喫茶経営者） - 大沢さやか
- 高木朋子（盛岡市内在住の主婦） - 辻沢杏子
- 九条綾香（九条物産 社長） - 山口美也子
- 高木泰明（朋子の夫・会社員） - 阿南健治
- 剛田（高利貸し） - 桑野信義
- 浅田陽子（九条物産 秘書） - 胡桃沢ひろこ
- ゆき子（つなぎ温泉の仲居） - 棟里佳
- 桑名浩二（晴江の夫・農家） - 美木良介
- 草刈信行、白井圭太、鈴木かすみ、是永克也、荒川智大、貴紫いち子、深谷みさお、澤田喜代美、山田和葉、伊藤仁、きんのちよ子、菊池与志和、佐藤結子

第4作「不可能殺人・山形新幹線のアリバイを崩せ」（2006年）
- 川辺裕子（ビリヤード場経営者・元医師） - 比企理恵
- 荻野雅史（医療器具販売業） - 宮下直紀
- 河合真澄（小料理屋の女将） - 寺田千穂
- 牛尾麗子（ホステス・元最上川記念病院の看護師） - 遠野舞子
- 千倉（警視庁 警部） - 久ヶ沢徹
- 野山英二（最上川記念病院 医師） - ノモガクジ
- 民江（最上川記念病院 産婦人科 看護師） - 今野ひろみ
- 熊谷節子（美智子の祖母） - 池田道枝
- 西川由梨絵（将棋駒問屋「栄春堂」女将） - 奈良富士子
- 桐島優介、小島康志、さわち美欧、鈴木正弘、山口李菜、松浦愛弓、藤田萌愛

第5作「毒殺連鎖 伊勢志摩殺人事件」（2007年）
- 手塚久生（琴奏者・久生プロモーション 社長） - 国分佐智子
- 広川千里（ツアーガイド） - 羽田惠理香（現・はねだえりか）
- 沖田渉（ツアー客） - 佐藤正宏
- 小暮清三（久生プロモーション 専務） - 春田純一
- 大庭隆三（横浜山手信用金庫 部長・笠原の上司） - 津村鷹志
- 笠原貢（横浜山手信用金庫 融資係） - 伊藤正之
- 小池奈美子（ツアー客） - 原久美子
- 長澤靖（ツアー客・レストラン経営者） - 剛たつひと
- 中村安江（ツアー客・奈美子の同級生） - 佐藤真弓
- エレン（ツアー客） - ALYONA
- 香山幸一（横浜山手信用金庫 融資係・3年前死亡） - 尾崎右宗（幼少期：武智廉太郎）
- 漁協職員 - 堀部隆一
- 香山の借家の大家 - 三谷侑未
- 駅員 - てるやひろし
- 磯根喜久子（旅館「扇芳閣」仲居） - 大塚良重
- 薮谷剛（神奈川県警小田原南警察署 刑事・細波勲の幼馴染） - 仲本工事

第6作「会津・猪苗代湖〜赤べこ殺人事件〜」（2008年）
- 深井裕子（深井の妻・百合子の実娘） - 遠野凪子
- 深井康也（深井ガラス 社長） - 神保悟志
- 菅生芳樹（裕子の兄・菅生物産センター 経営者） - 遠山俊也
- 黒江貢（マージャン「聖天」経営者） - 乃木涼介
- 西田耕介（深井ガラス 社員） - 西川忠志
- 岡田（赤べこ職人） - 田口主将
- 小宮の妻の葬儀参列者 - 村野友美
- 曽根実（大内の秘書・東京都世田谷区在住） - 曽根悠多
- 佐藤（理美のマンション管理人） - 花王おさむ
- 三島耀司（私立探偵） - 萩原流行
- 梅崎理美（東京都渋谷区在住） - 宮脇理恵子
- マージャン「聖天」から出てきた男 - 吉川拳生
- 大内まこと（衆議院議員） - 大石吾朗
- 長野真紀子（大内の秘書） - 伊佐山ひろ子
- 小宮俊吉（元高校教師） - 大出俊
- 岸田百合子（大内まこと政治事務所 事務員・裕子の実母） - 柏木由紀子

## スタッフ
- 原作 - 津村秀介
- 脚本 - 橋本以蔵
- 演出 - 伊藤寿浩（第1作・第3作・第5作・第6作）、樋口徹（第2作）、谷川功（第4作）
- 製作 - テレビ東京、BSジャパン、ファインエンターテイメント

## 放送日程
| 話数 | 放送日        | サブタイトル                           | 原作                                    | 演出     | 視聴率 |
| ---- | ------------- | -------------------------------------- | --------------------------------------- | -------- | ------ |
| 1    | 2001年9月19日 | みちのく角館殺人事件                   | 「雨の旅 角館の殺人」                   | 伊藤寿浩 | 12.8%  |
| 2    | 2002年5月29日 | 長崎異人館の死線                       | 「長崎異人館の死線」                    | 樋口徹   | 10.0%  |
| 3    | 2004年4月14日 | 東北線殺人事件                         | 「東北線殺人事件 久慈・熱海殺人ルート」 | 伊藤寿浩 | 10.9%  |
| 4    | 2006年6月07日 | 不可能殺人・山形新幹線のアリバイを崩せ | 「上高地・芦ノ湖殺人事件」              | 谷川功   | 09.4%  |
| 5    | 2007年6月13日 | 毒殺連鎖 伊勢志摩殺人事件              | 「毒殺連鎖 春の旅・志摩からの殺人」     | 伊藤寿浩 |        |
| 6    | 2008年4月09日 | 会津・猪苗代湖〜赤べこ殺人事件〜       | 「猪苗代湖殺人事件」                    | 伊藤寿浩 |        |

- 視聴率はビデオリサーチ調べ、関東地区・世帯

- 山陰放送では、第6作を2008年5月8日のBSSアフタヌーンスペシャル(15:00〜16:50)枠で初放送している。